# The Ultimate Fighter 5 Finale
The Ultimate Fighter: Team Pulver vs. Team Penn Finale fue un evento de artes marciales mixtas celebrado por Ultimate Fighting Championship el 23 de junio de 2007 en el Palms Hotel and Casino, en Las Vegas, Nevada.

## Resultados

### Tarjeta preliminar
- Peso ligero: Matt Wiman vs. Brian Geraghty

Wiman derrotó a Geraghty vía TKO (golpes) en el 2:09 de la 1ª ronda.
- Peso ligero: Leonard Garcia vs. Allen Berube

Garcia derrotó a Berube vía sumisión (rear-naked choke) en el 4:22 de la 1ª ronda.
- Peso ligero: Gray Maynard vs. Rob Emerson

La pelea fue declarada sin resultado debido a que Maynard derribó a Emerson, sin embargo, al golpear la lona, Maynard cayó inconsciente y Emerson se rindió al no ser capaz de continuar.
- Peso ligero: Cole Miller vs. Andy Wang

Miller derrotó a Wang vía TKO (patada a la cabeza y golpes) en el 1:10 de la 1ª ronda.
- Peso ligero: Joe Lauzon vs. Brandon Melendez

Lauzon derrotó a Melendez vía sumisión (triangle choke) en el 2:09 de la 2ª ronda.

### Tarjeta principal
- Peso ligero: Roger Huerta vs. Doug Evans

Huerta derrotó a Evans vía TKO (golpes) en el 3:30 de la 2ª ronda.
- Peso medio: Thales Leites vs. Floyd Sword

Leites derrotó a Sword vía sumisión (arm-triangle choke) en el 3:49 de la 1ª ronda.
- Peso ligero: Nate Diaz vs. Manny Gamburyan

Diaz derrotó a Gamburyan vía sumisión (lesión de hombro) en el 0:20 de la 2ª ronda para convertirse en el ganador de The Ultimate Fighter 5 de peso ligero.
- Peso ligero: Jens Pulver vs. B.J. Penn

Penn derrotó a Pulver vía sumisión (rear-naked choke) en el 3:12 de la 2ª ronda.

## Premios extra
Los siguientes peleadores recibieron los tradicionales premios extra.
- Pelea de la Noche: Gray Maynard vs. Rob Emerson
- KO de la Noche: Cole Miller
- Sumisión de la Noche: Joe Lauzon